# Королёв, Борис Данилович
Борис Данилович Королёв (28 декабря 1884 [9 января 1885], Москва — 18 июня 1963, Москва) — советский скульптор-монументалист, педагог и общественный деятель, стоявший у истоков формирования советской скульптурной школы. Один из главных организаторов деятельности по осуществлению ленинского плана монументальной пропаганды. В своем творчестве сочетал реалистический метод с элементами импрессионизма и кубизма.

## Биография

### Становление. Ранний период (1910-е гг.)

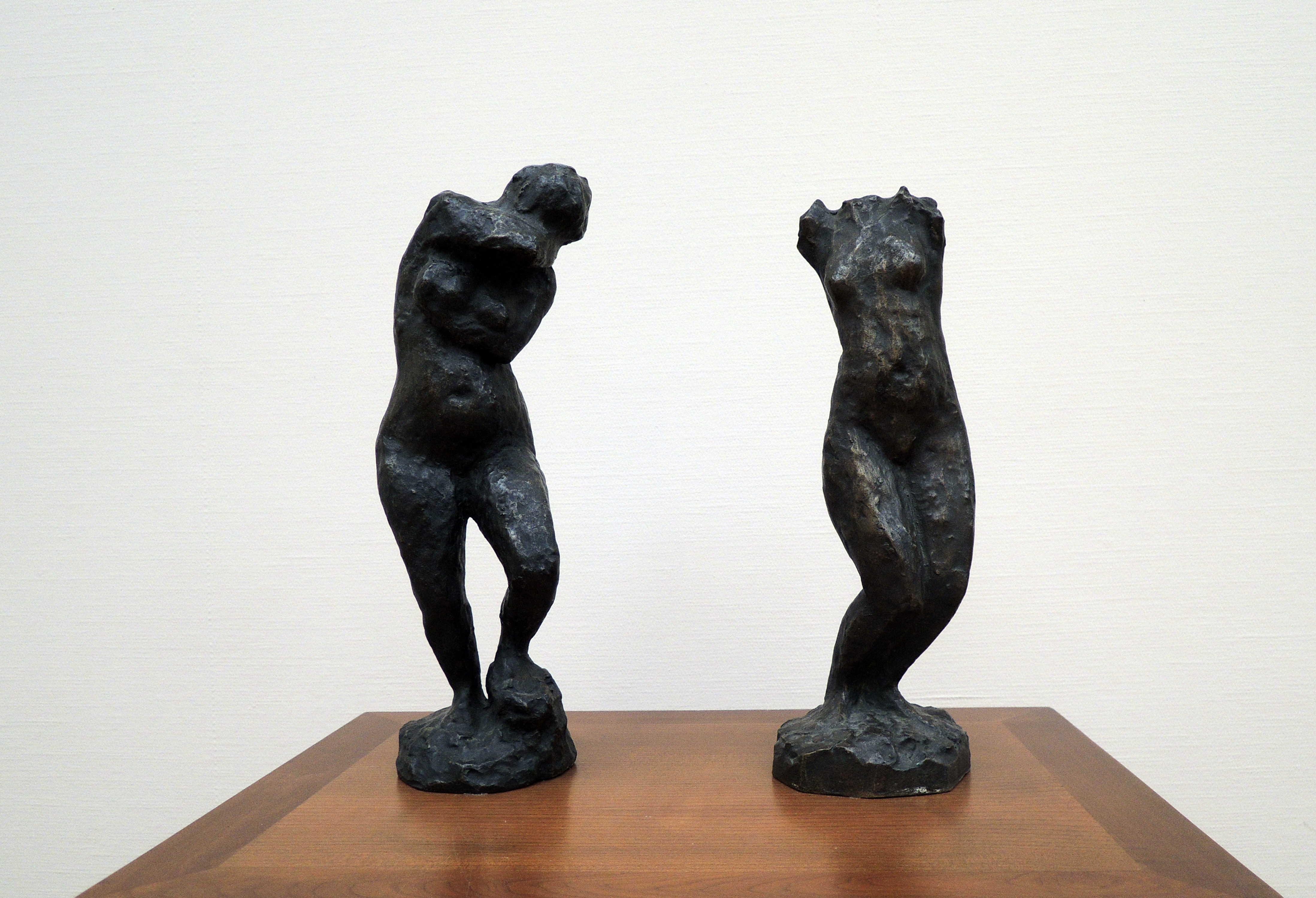
Женские фигуры (1916)

Родился в Москве в многодетной семье, отец служил в торговом доме. С 1896—1903 годы учился в 3-й московской гимназии. Воскресные дни школьных лет будущий скульптор проводил в Строгановском училище, где по выходным любителям разрешалось рисовать с гипса и чертить под руководством дежурного педагога. В 1903 году поступил на естественное отделение физико-математического факультета Московского университета. Был активным участником социал-демократических кружков, с большим успехом вел агитационную работу. Несколько раз сидел в тюрьме за участие в революционном движении, в частности за участие в баррикадных боях на Садовой-Кудринской во время декабрьского восстания в 1905 году. Чтобы избежать нового ареста Королёв уезжает за границу; в 1906 году нелегально живёт в Петрограде; в Москву возвращается в 1907 году под чужой фамилией. 25 июня 1917 года по списку партии социалистов-революционеров был избран гласным Московской городской думы.
1908—1917 годы — период становления творческой личности будущего мастера. В это время он начинает заниматься лепкой в частных студиях, самостоятельно изучает классическое наследие, стремясь переосмыслить классику и произведения современных художников. Интересуется импрессионистическим направлением, поисками художников «Бубнового Валета». Наибольшее значение для формирования творческого кредо имели занятия в студии И. И. Машкова, от которого перенял принципы ви́дения натуры, понимание пластического объёма. В 1910 году поступил в Московское училище живописи, ваяния и зодчества в мастерскую скульптора С. М. Волнухина.
Первое монументальное произведение относится к 1912 году — мраморная стела, украшенная барельефами, на Ваганьковском кладбище над могилой студентов, убитых в день похорон Н. Э. Баумана. Королёв сам был свидетелем обстрела своих товарищей казаками, когда они вместе возвращались в Университет с похорон. С первого же произведения тема революции стала ведущей темой в его творчестве.
Работая в мастерской С. М. Волнухина, Б. Д. Королёв примкнул к импрессионистическому направлению русской скульптуры. После окончания в 1913 году обучения в училище путешествовал по европейским художественным центрам. Под влиянием знакомства с парижской художественной жизнью молодой скульптор переживал сильное увлечение кубизмом, который по его мнению в наивысшей степени соответствовал революционному духу. Однако, отрицательная оценка обществом кубистического памятника М. А. Бакунину (1919—1920) способствовала переходу к реализму.

### Расцвет творчества (1920-е гг.)
В 1919—1920 годах Королёв организовал и возглавил Живскульптарх (первоначально Синскульптарх) при Наркомпросе РСФСР, где занимался вопросами синтеза искусств — скульптуры, архитектуры и живописи. Живскульптарх стал первым в Советской России новаторским творческим объединением архитекторов. По оценке исследователя советского авангарда С. О. Хан-Магомедова, деятельность Королёва оказала значительное влияние «на целую группу архитекторов и прежде всего на лидеров таких течений как рационализм (Н. Ладовский) и новаторская школа символического романтизма (И. Голосов)».
Расцвет творчества приходится на 1920-е годы. С огромным энтузиазмом Королёв участвует в общественно-художественной жизни после Октябрьской революции: входит в ОРС (Общество русских скульпторов, становится фактическим руководителем Московского профсоюза скульпторов-художников и одним из главных организаторов работ по осуществлению ленинского плана монументальной пропаганды. Начало 1920-х гг. отмечено серией этюдов обнажённого женского тела, в которых происходило становление реалистического метода в творчестве скульптора. В то же время явные черты импрессионизма, сочетающиеся с кубистическими приемами можно обнаружить в таких крупных произведениях мастера, как монумент Борцам революции в Саратове (1924—1925), памятник Н. Э. Бауману в Москве (1931) и памятник Ленину в Луганске (1932), выполненные по плану монументальной пропаганды.
К этому периоду относится ряд портретных бюстов революционеров для Центрального музея Революции СССР (ныне Государственный центральный музей современной истории России в Москве). В области станкового портрета наивысшие достижения были достигнуты в портретах В. И. Ленина (1926 и 1928) и А. И. Желябова (1927—1928). Ко времени создания памятника Бауману в Москве (1931), Королёв стал одним из ведущих ваятелей Советской России. Член-учредитель Общества московских художников (ОМХ) (1927—1931) и директор художественно-производственных мастерских общества (МАСТОМХ (1929—1931).

### Общественная и педагогическая деятельность. Литературное наследие.

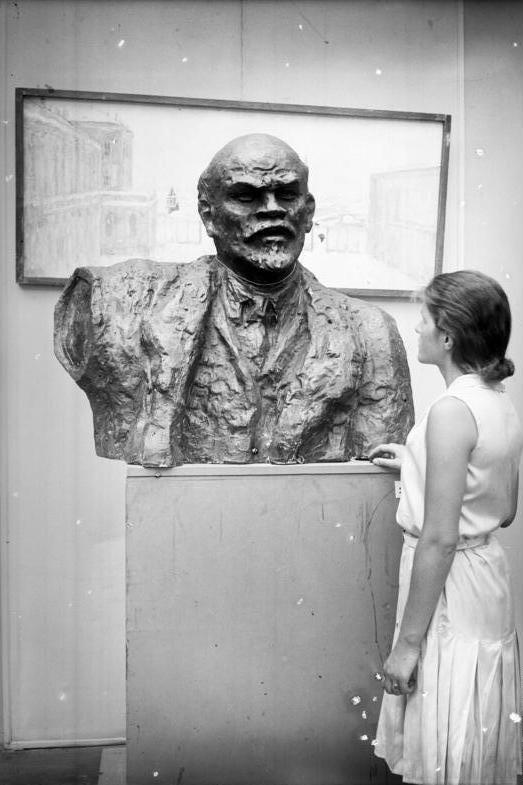

Творческую работу Б. Д. Королёв сочетал с интенсивной общественной и педагогической деятельностью. Преподавал в Пролеткульте, школе для бедных, Высших художественно-технических мастерских (Вхутемас), Московском областном художественном училище памяти 1905 года. Был депутатом Московского Совета, состоял членом комиссии по охране памятников искусства и старины, заведовал скульптурным отделом при Коллегии ИЗО Наркомпроса в связи с работой по осуществлению ленинского плана монументальной пропаганды. Во многом именно благодаря неутомимой деятельности Королёва в условиях гражданской войны Москва 1918—1920 годов получила десятки памятников.
Литературное наследие и преподавательская деятельность Б. Д. Королёва занимают особое место в отечественной художественной педагогике. В 1950-х годах он работал над составлением собственного учебного пособия по скульптуре. Этот труд уникален в своем практическом значении для художественного образовательного процесса, так как является первым полноценным изданием подобного рода, предназначенным конкретно для решения учебно-методических задач. Пособие построено на принципе чередования творческих и учебных заданий. Данный принцип направлен на формирование личности скульптора, что составляет главную цель учебного пособия Королёва.

### Поздний период (1950-е гг.)
Поздний период творчества мастера был наиболее трудным, так как в 50-х гг. был причислен к «формалистам»; его работы не принимались на выставки, был вынужден прекратить преподавательскую деятельность. Последние годы жизни провел в Ново-Абрамцевском поселке художников, работая над проектами памятников историческим деятелям и современникам. В своих произведениях Королёву удавалось запечатлеть черты эпохи. В экспозиции музея-усадьбы Абрамцево представлены поздние работы мастера.

## Семья
- Брат: Владимир Данилович Королёв (23 мая 1888 — 12 мая 1966), театральный деятель, актёр, режиссёр Московского Камерного театра Таирова.

- Племянница: Марионелла Владимировна (Гуля) Королёва (9 сентября 1922, Москва — 23 ноября 1942, под Сталинградом) — советская киноактриса, участница Великой Отечественной войны, санинструктор.

## Творческие задачи. Художественные особенности зрелого стиля
Одной из центральных творческих задач для Бориса Даниловича Королёва было решение проблемы синтеза искусств. На протяжении всей своей карьеры он занимался исследованием этой проблемы и даже создал Комиссию синтеза скульптуры и архитектуры, позже включившую и живописцев. В этом синтезе Королёв понимал скульптуру как одухотворяющее начало, образно раскрывающее концептуальное значение архитектуры. Важную роль в художественном синтезе Королёв отводил слову (в монументальной скульптуре — литературные тексты на пьедесталах). В наиболее значительных произведениях Б. Д. Королёв воплотил идею синтеза искусств, подчиняя их общему содержанию.
Кроме вышеупомянутых трёх стилевых направлений (реализм, импрессионизм, кубизм), взаимодействующих в творчестве Королёва, важной составляющей зрелого стиля скульптора была определённая степень эскизности монументальных произведений, которая сообщала им особую экспрессию. Королёв не любил отполированных, «облизанных» поверхностей в скульптуре и потому при обработке поверхностей придавал им характерную шероховатость, что усиливало впечатление эскизности. Эту манеру обработки поверхносте́й ученики мастера прозвали королёвским стилем, сам Королёв называл получаемый эффект «скульптурным колоритом». 

«Скульптурный колорит» по определению Королёва —

это тот свет и те тени, которые получаются от выпуклостей и от впадин форм и, если хотите, от шероховатостей поверхности. Если для колорита не хватает выпуклостей, я даю соответствующую обработку поверхности. Вот и весь так называемый мой, королёвский стиль
— В. Проппер Беседы с Королевым. Фрагменты интервью, впервые опубликованные в книге Фоминой, Яхонта, с. 60.
Прожив долгую жизнь, Борис Данилович Королёв прошёл основные этапы творческого развития вместе с русским советским искусством, в значительной степени определив магистральное направление развития советской скульптуры 1920—1940-х годов.

Могила Королёва на Новодевичьем кладбище Москвы

Б. Д. Королёв умер 18 июня 1963 года, похоронен на Новодевичьем кладбище в Москве (8 участок, 25 ряд). Памятник на его могиле, по эскизу самого Бориса Даниловича, создан скульпторами Г. А. Шульцем и Я. Н. Купреяновым (архитектор Т. Г. Домбровская).

## Перечень важнейших произведений
Памятники

Памятник борцам революции 1905 года, Саратов

- Борцам революции в Саратове. Гранит. 1924—1925.
- Н. Э. Бауману на Бауманской (Елоховской) пл. в Москве. Бронза, гранит. 1931.
- В. И. Ленину в Ташкенте. Бронза, гранит, лабрадор. 1936.

Портреты
- В. И. Ленина. Мрамор. 1926. Центральный музей В. И. Ленина, Москва.
- А. И. Желябова. Дерево. 1927-28. Музей Революции СССР (Музей современной истории России), Москва.

Проекты
- Проект монумента Освобожденному труду для Ленинграда. 1959.